# Petrozavodsk
Petrozavodsk (tiếng Nga: Петрозаводск; tiếng Karelia / tiếng Veps / tiếng Phần Lan: Petroskoi) là thủ đô của Cộng hòa Karelia, Nga, với dân số là 265.072 người (2006). Thành phố trải dài dọc theo bờ tây của hồ Onega với chiều dài 27 km. Thành phố này có sân bay Besovets.
Thành phố này được thành lập vào năm 1703 nhờ Đại đế Peter I , nơi đây như một trung tâm sản xuất vũ khí để cung cấp cho St. Petersburg.  Ngày nay, Petrozavodsk có các ngành công nghiệp hiện đại như kỹ thuật và chế biến gỗ.

## Khí hậu
Petrozavodsk có khí hậu cận Bắc Cực (phân loại khí hậu Köppen Dfc).
| Dữ liệu khí hậu của Petrozavodsk        | Dữ liệu khí hậu của Petrozavodsk | Dữ liệu khí hậu của Petrozavodsk | Dữ liệu khí hậu của Petrozavodsk | Dữ liệu khí hậu của Petrozavodsk | Dữ liệu khí hậu của Petrozavodsk | Dữ liệu khí hậu của Petrozavodsk | Dữ liệu khí hậu của Petrozavodsk | Dữ liệu khí hậu của Petrozavodsk | Dữ liệu khí hậu của Petrozavodsk | Dữ liệu khí hậu của Petrozavodsk | Dữ liệu khí hậu của Petrozavodsk | Dữ liệu khí hậu của Petrozavodsk | Dữ liệu khí hậu của Petrozavodsk |
| Tháng                                   | 1                                | 2                                | 3                                | 4                                | 5                                | 6                                | 7                                | 8                                | 9                                | 10                               | 11                               | 12                               | Năm                              |
| --------------------------------------- | -------------------------------- | -------------------------------- | -------------------------------- | -------------------------------- | -------------------------------- | -------------------------------- | -------------------------------- | -------------------------------- | -------------------------------- | -------------------------------- | -------------------------------- | -------------------------------- | -------------------------------- |
| Cao kỉ lục °C (°F)                      | 5.4 (41.7)                       | 7.3 (45.1)                       | 15.5 (59.9)                      | 24.2 (75.6)                      | 33.0 (91.4)                      | 31.9 (89.4)                      | 33.9 (93.0)                      | 32.4 (90.3)                      | 28.5 (83.3)                      | 21.3 (70.3)                      | 11.1 (52.0)                      | 9.4 (48.9)                       | 33.9 (93.0)                      |
| Trung bình ngày tối đa °C (°F)          | −6.4 (20.5)                      | −5.9 (21.4)                      | −0.3 (31.5)                      | 6.5 (43.7)                       | 13.6 (56.5)                      | 18.4 (65.1)                      | 21.4 (70.5)                      | 18.6 (65.5)                      | 13.1 (55.6)                      | 6.4 (43.5)                       | −0.5 (31.1)                      | −4.3 (24.3)                      | 6.7 (44.1)                       |
| Trung bình ngày °C (°F)                 | −9.3 (15.3)                      | −9.1 (15.6)                      | −3.7 (25.3)                      | 2.3 (36.1)                       | 8.7 (47.7)                       | 13.7 (56.7)                      | 16.9 (62.4)                      | 14.5 (58.1)                      | 9.5 (49.1)                       | 3.8 (38.8)                       | −2.8 (27.0)                      | −7.0 (19.4)                      | 3.1 (37.6)                       |
| Tối thiểu trung bình ngày °C (°F)       | −12.6 (9.3)                      | −12.3 (9.9)                      | −7.0 (19.4)                      | −1.5 (29.3)                      | 3.9 (39.0)                       | 9.1 (48.4)                       | 12.5 (54.5)                      | 10.7 (51.3)                      | 6.3 (43.3)                       | 1.4 (34.5)                       | −5.2 (22.6)                      | −9.9 (14.2)                      | −0.4 (31.3)                      |
| Thấp kỉ lục °C (°F)                     | −41.6 (−42.9)                    | −39.3 (−38.7)                    | −30.0 (−22.0)                    | −19.3 (−2.7)                     | −9.8 (14.4)                      | −2.6 (27.3)                      | −0.1 (31.8)                      | −1.7 (28.9)                      | −5.0 (23.0)                      | −13.4 (7.9)                      | −27.5 (−17.5)                    | −36.8 (−34.2)                    | −41.6 (−42.9)                    |
| Lượng Giáng thủy trung bình mm (inches) | 36 (1.4)                         | 26 (1.0)                         | 32 (1.3)                         | 30 (1.2)                         | 48 (1.9)                         | 65 (2.6)                         | 83 (3.3)                         | 82 (3.2)                         | 60 (2.4)                         | 60 (2.4)                         | 50 (2.0)                         | 43 (1.7)                         | 614 (24.2)                       |
| Số ngày mưa trung bình                  | 4                                | 3                                | 6                                | 11                               | 16                               | 18                               | 18                               | 18                               | 20                               | 19                               | 11                               | 6                                | 150                              |
| Số ngày tuyết rơi trung bình            | 26                               | 24                               | 20                               | 10                               | 4                                | 0.3                              | 0                                | 0                                | 1                                | 8                                | 20                               | 27                               | 140                              |
| Độ ẩm tương đối trung bình (%)          | 87                               | 85                               | 80                               | 70                               | 66                               | 71                               | 75                               | 80                               | 84                               | 86                               | 89                               | 89                               | 80                               |
| Số giờ nắng trung bình tháng            | 28                               | 70                               | 118                              | 178                              | 265                              | 282                              | 287                              | 218                              | 126                              | 65                               | 25                               | 11                               | 1.673                            |
| Nguồn 1: Погода и Климат                |                                  |                                  |                                  |                                  |                                  |                                  |                                  |                                  |                                  |                                  |                                  |                                  |                                  |
| Nguồn 2: NOAA                           |                                  |                                  |                                  |                                  |                                  |                                  |                                  |                                  |                                  |                                  |                                  |                                  |                                  |